# Campeonato Paulista de Futebol Sub-11 de 2009
O Campeonato Paulista de Futebol Sub-11 de 2011 foi a segunda edição desta competição amadora organizada pela Federação Paulista de Futebol (FPF). O torneio que é, no estado de São Paulo, o estadual da categoria sub-11, foi disputada por 21 clubes.
Após empatarem ambos os jogos da decisão, Ponte Preta conquistou o título por ser detentora da melhor campanha do campeonato diante do Campinas.

## Equipes participantes
| Equipe              | Cidade                | Títulos        |
| ------------------- | --------------------- | -------------- |
| América-SP          | São José do Rio Preto | 0 (não possui) |
| Assisense           | Assis                 | 0 (não possui) |
| Atibaia             | Atibaia               | 0 (não possui) |
| Lençoense           | Bariri                | 0 (não possui) |
| Campinas            | Campinas              | 0 (não possui) |
| São José dos Campos | São José dos Campos   | 0 (não possui) |
| Corinthians         | São Paulo             | 0 (não possui) |
| ECUS                | Suzano                | 0 (não possui) |
| Guarulhos           | Guarulhos             | 0 (não possui) |
| José Bonifácio      | José Bonifácio        | 0 (não possui) |
| Nacional-SP         | São Paulo             | 0 (não possui) |
| Palmeiras           | São Paulo             | 1 (2008)       |
| Paulínia            | Paulínia              | 0 (não possui) |
| Paulistinha         | São Carlos            | 0 (não possui) |
| Ponte Preta         | Campinas              | 0 (não possui) |
| Portuguesa          | São Paulo             | 0 (não possui) |
| Primavera           | Indaiatuba            | 0 (não possui) |
| Rio Preto           | São José do Rio Preto | 0 (não possui) |
| Santos              | Santos                | 0 (não possui) |
| União Mogi          | Mogi Guaçu            | 0 (não possui) |
| XV de Jaú           | Jaú                   | 0 (não possui) |

## Primeira fase
Fonte: Federação Paulista de Futebol